# Cobenzlschlösschen
Das Cobenzlschlösschen ist ein spätbarockes Lustschlösschen in Eichstätt im gleichnamigen Landkreis Eichstätt in Oberbayern. Zu der Anlage gehören auch ein Gartenpavillon sowie ein kleiner Park. Das Schloss liegt in der Ingolstädter Straße 32 und ist unter der Kennnummer D-1-76-123-88 als Baudenkmal eingetragen.

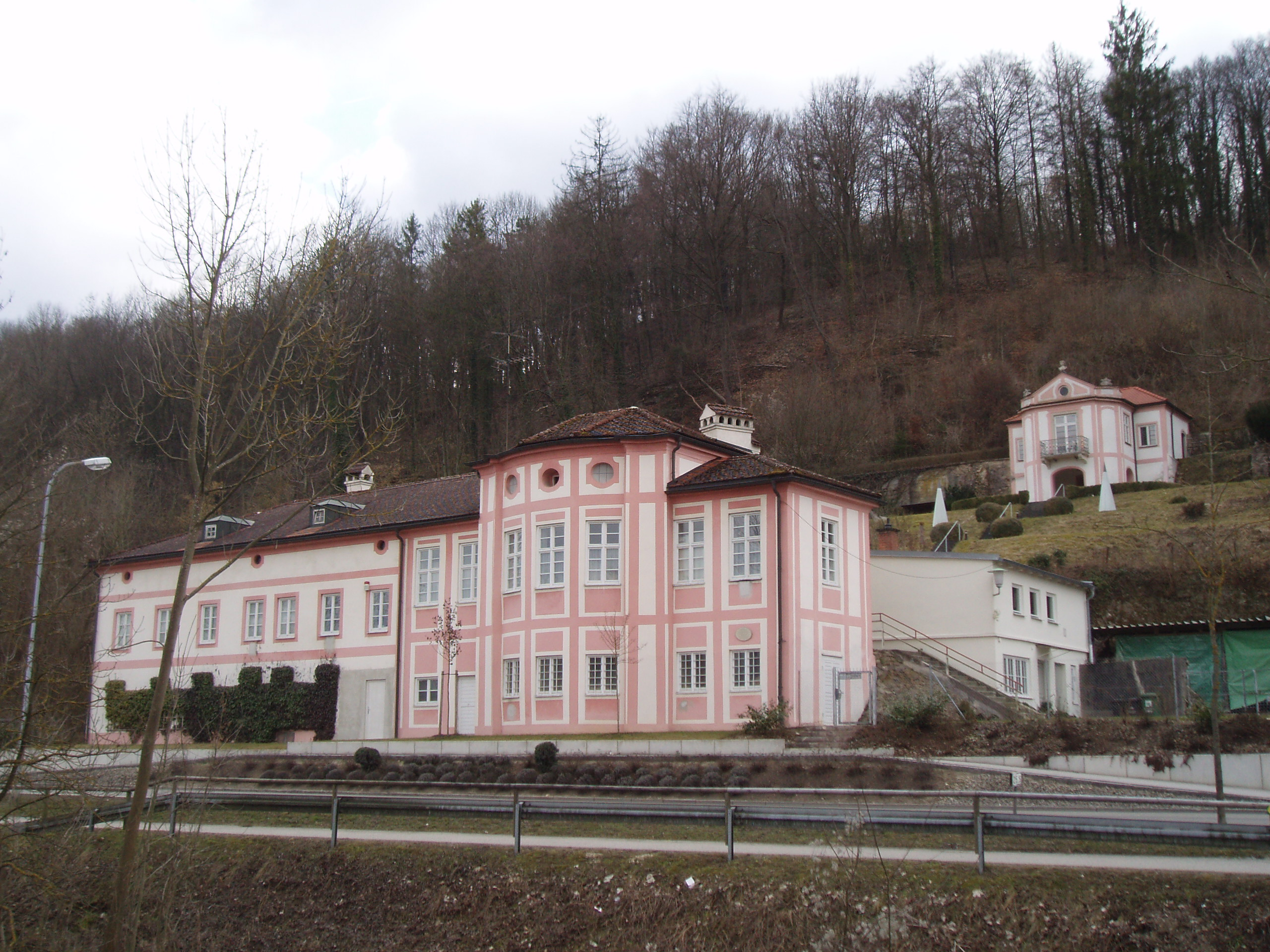
Barockes Cobenzl-Schlösschen, Eichstätt (mit späteren Anbauten)

## Geschichte

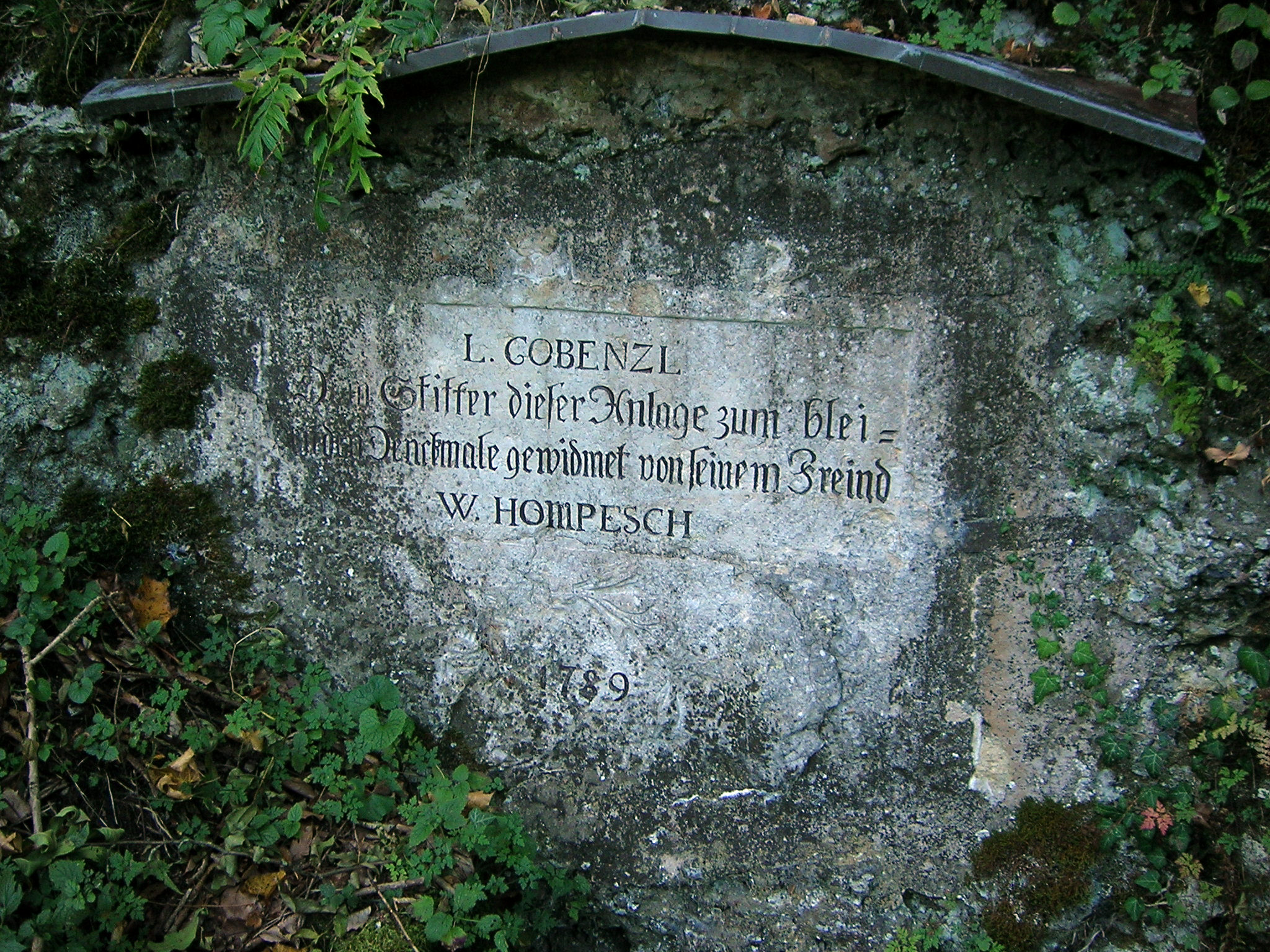
Gedenkstein zu Ehren Ludwig Graf Cobenzls in der Nähe des Schlosses, gestiftet von Johann Wilhelm von Hompesch zu Bolheim; Aufschrift:
„L. COBENZL
Dem Stifter dieser Anlage zum blei-
benden Denckmale gewidmet von seinem Freind
W. HOMPESCH
1789“

In Eichstätt besaß Domkapitular Ludwig Graf Cobenzl neben seiner Stadtwohnung ab 1776 am Rande der Stadt ein noch heute nach ihm benanntes barockes Schlösschen, das aus einem ovalen Mittelbau mit zwei kleinen Flügeln und einem Garten mit einem oberhalb des Schlösschens stehenden gemauerten Gartenpavillon bestand. Diese Anlage wurde zwischen 1730 und 1740 von Gabriel de Gabrieli als Lustschlösschen für den Bischöflichen Oberstjägermeister Franz Ludwig Freiherr von Katzenelnbogen erbaut. Cobenzl erweiterte ab 1784 den hinter dem Schlösschen liegenden terrassenförmigen Garten am ansteigenden Hangbereich des Altmühltales zu einer weiter nach Osten sich ausdehnenden Parkanlage, ließ einen weiteren, hölzernen (heute nicht mehr existierenden) Pavillon errichten und machte die Anlage der Öffentlichkeit zugänglich. Ein 1792 am Aufgang zum Frauenberg angebrachter Gedenkstein erinnert an Cobenzl. In Schloss und Garten arrangierte er Bälle und Picknicks, zu denen er auch nichtadlige Beamte einlud, um im Sinne der Illuminaten Standesunterschiede abzubauen. Auch stellte er seine mit naturwissenschaftlichen und philosophischen Werken gut ausgestattete Bibliothek jedem Interessenten zur Verfügung.
Nach der Säkularisation wurde das Schlösschen ab 1810 zur Bierwirtschaft umgenutzt und ein Langflügel angebaut. Ab 1864 stand auf dem ehemaligen Cobenzl-Gelände für ein Jahrhundert das von einer Augsburger Aktiengesellschaft betriebene Gaswerk der Stadt Eichstätt. Seit 1988 ist das Referat zur Erhaltung von Kunst und Kulturgut der Stadt und des Landratsamtes im Schlösschen untergebracht.
Die beiden Domkegel, die sich im Park zwischen Lustschlösschen und Gartenpavillon befinden, stammen vom Stadtbaumeister Andreas Mühlbauer. Die beiden Kegel standen im Jahr 1991 am Nordeingang des Dom zu Eichstätt, um das Portal vor Autos freizustellen.